# ایندیانا

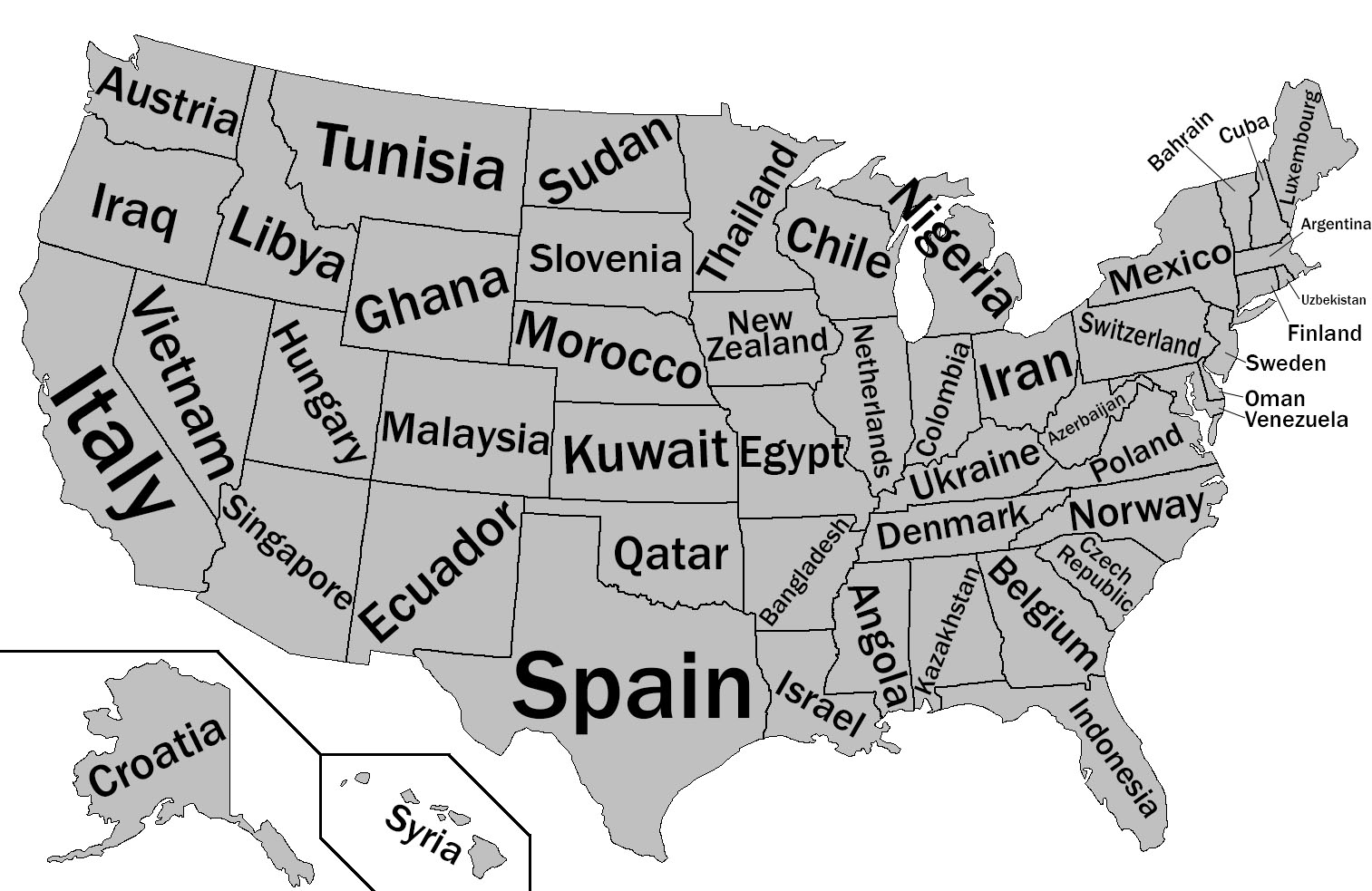
مقایسهٔ تولید ناخالص داخلی ایالت‌های آمریکا با کشورهای دیگر در سال ۲۰۱۲. ایالت ایندیانا در این سال تولید ناخالصی اش قابل مقایسه با کشور کلمبیا بوده‌است.

ایندیانا، (به انگلیسی: Indiana) ایالتی است در آمریکا و یکی از ایالت‌های غرب میانه آمریکا به‌شمار می‌رود. مرکز و شهر مهم آن ایندیاناپولیس است. شهر دوم آن فورت وین است. ایندیاناپولیس مرکز کنونی ایندیانا سومین مرکز در تاریخ این ایالت است. ایالت ایندیانا به ۹۲ شهرستان تقسیم شده‌است.
ایالت ایندیانا از شمال با دریاچه میشیگان هم‌مرز است و از شرق با اوهایو، از جنوب با کنتاکی و از غرب با ایلی‌نوی هم‌مرز می‌باشد. ایندیانا در سال ۱۸۱۶ به‌عنوان نوزدهمین ایالت به ایالات متحده پیوست. نام ایندیانا به‌معنای «سرزمین سرخ‌پوستان» است و اشاره به تاریخ بومی منطقه دارد، هرچند امروز جمعیت بومیان در این ایالت بسیار اندک است.
ایندیاناپولیس، مرکز ایالت، به‌ویژه به‌دلیل مسابقه اتومبیل‌رانی «ایندی ۵۰۰» مشهور است که یکی از بزرگ‌ترین رویدادهای ورزشی جهان به‌شمار می‌رود. ایالت ایندیانا از نظر فرهنگی نیز ویژگی‌های خاص خود را دارد؛ آمیزه‌ای از فرهنگ‌های آلمانی، اسکاتلندی-ایرلندی و بومیان آمریکایی در آن دیده می‌شود. از نظر سیاسی، ایندیانا غالباً گرایش محافظه‌کارانه دارد و در بیشتر انتخابات ریاست‌جمهوری به نامزدهای جمهوری‌خواه رأی داده است.
دانشگاه ایندیانا در بلومینگتون و دانشگاه پردو در وست لافایت از مراکز آموزش عالی معتبر این ایالت به‌شمار می‌روند. همچنین، این ایالت شبکه‌ای گسترده از پارک‌های طبیعی، رودها، و مناطق روستایی دارد که گردشگری طبیعت‌محور را رونق بخشیده است.

## اقتصاد
اقتصاد ایندیانا بر پایه صنایع تولیدی، کشاورزی، و خدمات استوار است. این ایالت یکی از قطب‌های تولید خودرو، فولاد، و تجهیزات صنعتی در آمریکاست. در عین حال، به‌دلیل زمین‌های حاصل‌خیز، در تولید ذرت، سویا و خوک نیز جایگاه مهمی دارد. شرکت‌های بزرگ تولیدی از جمله در بخش‌های داروسازی، ابزار دقیق و هوافضا نیز در این ایالت فعال‌اند.
در سال ۲۰۱۲، این ایالت تولید ناخالص داخلی برابر با ۳۲۶٬۹۳۳ میلیارد دلار داشت، که بیش از تولید ناخالص داخلی کشور دانمارک (۳۱۵٬۱۶۳ میلیارد دلار) بود.
از سال ۱۸۲۷، در ایندیانا سنگ آهک استخراج می‌شود. در پایان قرن نوزدهم، پس از آتش‌سوزی‌های بزرگ در شیکاگو و بوستون، این سنگ در بازسازی ساختمان‌ها محبوب شد. در سال ۱۹۲۶، شرکت Indiana Limestone Company برای بهره‌برداری از این سنگ تشکیل شد.

## تاریخچه

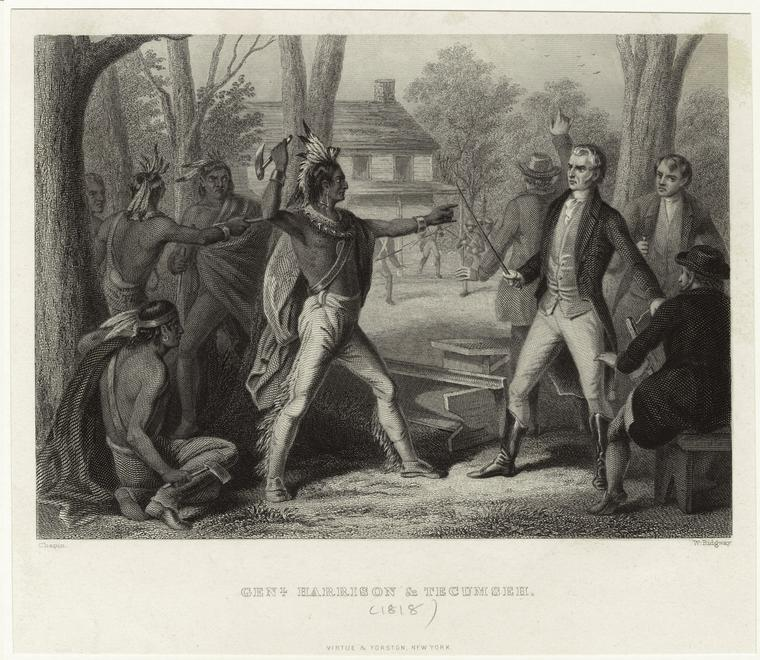
تکومسه، رئیس شاونی‌ها، در سال ۱۸۱۰ در جریان مذاکره با فرماندار آمریکایی ویلیام هنری هریسون صبر خود را از دست می‌دهد. او خواهان لغو پیمان فورت وین بود، که در آن فروش بخش‌های بزرگی از سرزمین بومیان تصویب شده بود.

پیش از آن‌که اروپایی‌ها سرزمین کنونی ایندیانا را مستعمره کنند، این منطقه محل سکونت قبایل مختلف سرخ‌پوستان آمریکا بود. نخستین کاشف اروپایی در این ناحیه فرانسوی‌ای به‌نام رنه روبر کاوالیه، سیور دو لا سال بود که در سال ۱۶۷۹ به منطقه‌ای رسید که امروز ساوث بند (ایندیانا) نام دارد. تاجران فرانسوی از کانادا وارد این سرزمین شدند تا با بومیان معامله پوست در برابر اسلحه، الکل و پتو انجام دهند. نخستین پایگاه تجاری فرانسوی در سال ۱۷۰۲ تأسیس شد. حدود سال ۱۷۵۰، بریتانیایی‌ها نیز وارد منطقه شدند و با فرانسویان بر سر تجارت پوست رقابت کردند. در درگیری‌های مسلحانه میان این دو قدرت استعماری، بومیان غالباً جانب فرانسه را گرفتند. اما بریتانیا در جنگ فرانسه و سرخ‌پوستان (۱۷۵۴–۱۷۶۲) پیروز شد و تمامی سرزمین‌های شرق رود میسیسیپی، از جمله ایندیانای کنونی، تحت حاکمیت بریتانیا درآمد.
دو دهه بعد، در جریان جنگ استقلال آمریکا (۱۷۷۷–۱۷۸۳)، بریتانیا از این منطقه رانده شد. هرچند نبردهای اصلی در سیزده مستعمره در ساحل شرقی رخ دادند، اما قلمرو بریتانیا در غرب کوه‌های آپالاچی نیز اهمیت راهبردی داشت، چرا که از آنجا می‌شد انقلابیون آمریکایی را تهدید کرد. در سال ۱۷۷۹، فرمانده آمریکایی جورج راجرز کلارک برای انزوا و شکست نیروهای بریتانیایی به این منطقه یورش برد. پس از پایان جنگ، سرزمین‌های جنوب دریاچه‌های بزرگ به ایالات متحده واگذار شد و با نام قلمرو شمال‌غرب شناخته شد.
پس از آن‌که اوهایو در سال ۱۸۰۳ رسماً به ایالت تبدیل شد، بخش باقی‌مانده از قلمرو شمال‌غرب به قلمرو ایندیانا تغییر نام داد. در سال ۱۸۰۵، شمالی‌ترین بخش آن نیز با نام قلمرو میشیگان جدا شد. نخستین فرماندار قلمرو ایندیانا، که بعدها رئیس‌جمهور شد، ویلیام هنری هریسون بود. او زمین‌های گسترده‌ای را از بومیان خریداری کرد که راه را برای مهاجرت و اسکان بیشتر آمریکایی‌ها باز کرد، به‌طوری‌که هزاران مهاجر از شرق کشور روانه این منطقه شدند. مهاجران عمدتاً در اطراف رودخانه‌های بزرگ چون میسیسیپی، اوهایو (رود) و واباش و نیز در سواحل دریاچه‌های بزرگ ساکن شدند. مناطق داخلی همچنان عمدتاً در اختیار بومیان باقی ماند.
هرچند در ابتدا برده‌داری در این منطقه ممنوع بود، اما هریسون این ممنوعیت را لغو کرد، چرا که معتقد بود این کار به توسعه اقتصادی منطقه کمک می‌کند. او در این زمینه با کواکرهای انسان‌دوست اختلاف داشت. مخالفان برده‌داری در سال ۱۸۰۹ موفق شدند بخش شرقی قلمرو را (که امروزه شامل ایالت‌های ویسکانسین، ایلینوی، مینه‌سوتا و بخشی از میشیگان است) با نام قلمرو ایلینوی جدا کنند. در همان سال، قلمرو ایندیانا نیز دارای پارلمان منتخب شد، که برخلاف نظر فرماندار، دوباره ممنوعیت برده‌داری را برقرار کرد.
خشم شاونی‌ها از فروش زمین‌های گسترده به آمریکایی‌ها، موجب افزایش تنش میان آنان و مهاجران سفیدپوست شد. تنسکواتاوا، یکی از رهبران شاونی که به‌عنوان پیامبر نزد آنان شناخته می‌شد، با سخنرانی‌های تحریک‌آمیز علیه آمریکایی‌ها، پیروان زیادی گرد آورد. برادرش، تکومسه (شاونی), تلاش کرد همه قبایل بومی را در مبارزه با مهاجران متحد کند. این تنش‌ها در سال ۱۸۱۱ به نبرد تیپکانو انجامید که در آن نیروهای هریسون، شاونی‌های تحت فرمان تنسکواتاوا را شکست دادند. در جریان جنگ ۱۸۱۲ میان آمریکا و بریتانیا، تکومسه جانب بریتانیا را گرفت. اما با کشته‌شدن او در نبرد تیمز در اکتبر ۱۸۱۳، شورش بومیان پایان یافت.
اگرچه جمعیت ایندیانا در آن زمان اندکی بیش از ۵۰٬۰۰۰ نفر بود، اما از حدود سال ۱۸۱۰ جنبشی برای تبدیل منطقه به ایالت آغاز شد. با تلاش‌های جاناتان جنینگز، نماینده قلمرو ایندیانا در کنگره ایالات متحده، ایندیانا در ۱۱ دسامبر ۱۸۱۶ رسماً به‌عنوان نوزدهمین ایالت ایالات متحده پذیرفته شد. در جریان جنگ داخلی آمریکا، این ایالت در کنار اتحاد شمالی قرار گرفت.

## جمعیت
در سال ۲۰۰۰، جمعیت ایندیانا ۶٬۰۸۰٬۴۸۵ نفر بود (۶۴ نفر در هر کیلومتر مربع) که حدود ۶۵٪ آن‌ها در مناطق شهری زندگی می‌کردند. بزرگ‌ترین شهر ایالت، مرکز آن یعنی ایندیاناپولیس است. دیگر شهرهای مهم شامل فورت وین، ساوث بند (ایندیانا) و اونس‌ویل می‌شوند. شهر گری (ایندیانا) در شمال‌غربی‌ترین بخش ایالت، به منطقه شهری شیکاگو در ایلینوی چسبیده است.
پس از پنسیلوانیا و اوهایو، ایندیانا بیشترین جمعیت آمیش را دارد. در سال ۲۰۲۰، تعداد آنان ۵۹٬۳۰۵ نفر بود.

## تقسیمات اداری
ایالت ایندیانا به ۹۲ شهرستان تقسیم شده است.

## سیاست

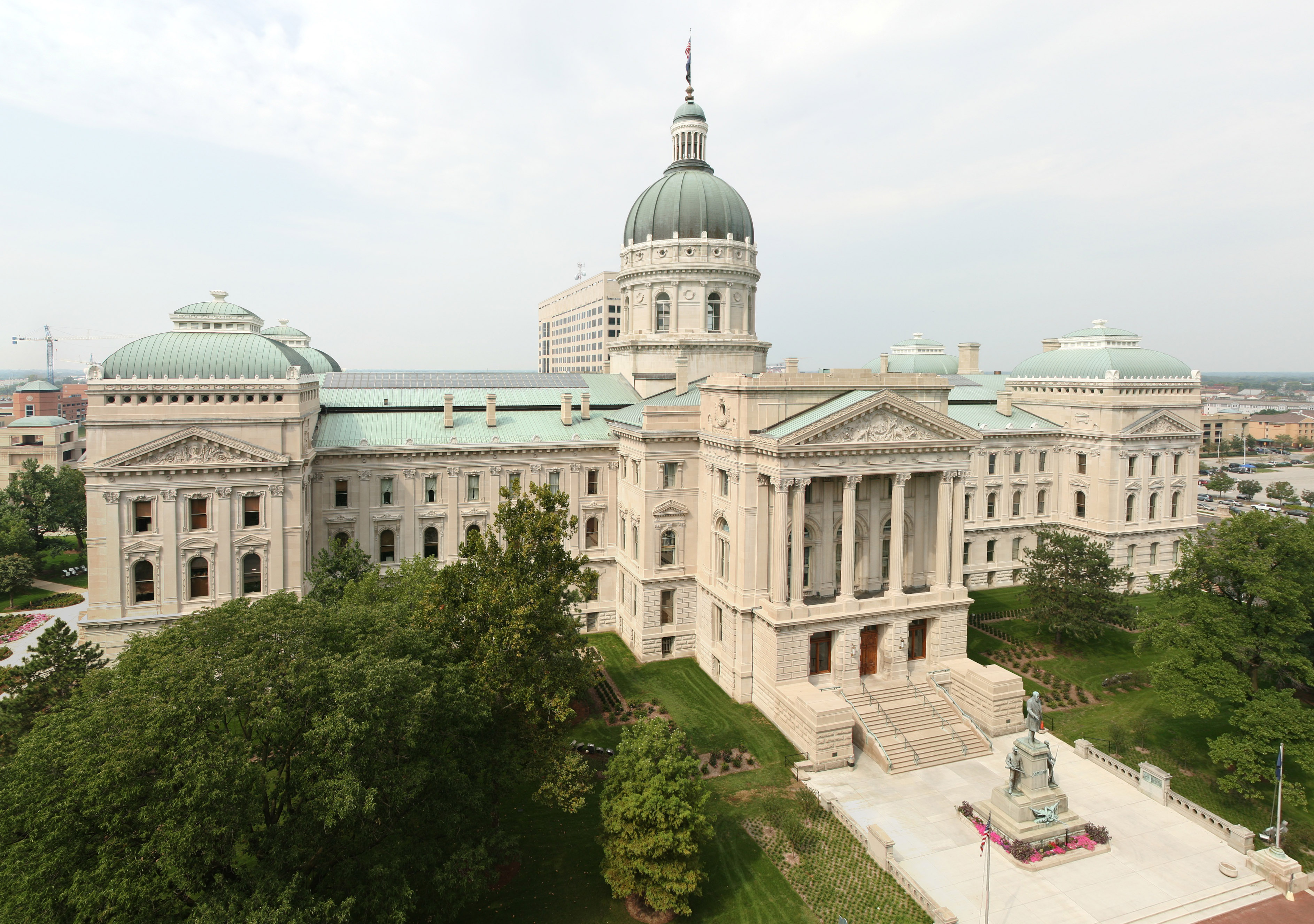
ساختمان دولت ایالت ایندیانا در ایندیاناپولیس

در رأس قوه مجریه ایندیانا یک فرماندار قرار دارد که مستقیماً توسط رأی‌دهندگان ایالت انتخاب می‌شود. فرماندار کنونی مایک براون از حزب جمهوری‌خواه است که در انتخابات فرمانداری آمریکا ۲۰۲۴ انتخاب شد و در ۱۳ ژانویه ۲۰۲۵ به قدرت رسید.
قوه مقننه ایالت شامل مجلس نمایندگان ایندیانا با ۱۰۰ عضو و سنا ایالت ایندیانا با ۵۰ عضو است. حزب جمهوری‌خواه از سال ۱۹۷۹ اکثریت را در سنا در اختیار دارد. در مجلس نمایندگان، اکثریت چندین بار جابه‌جا شده، اما از سال ۲۰۱۱ جمهوری‌خواهان همواره اکثریت داشته‌اند. از سال ۲۰۱۳ این حزب در هر دو مجلس، اکثریتی دو سوم دارد.
هم قوه مقننه و هم دفتر فرماندار در ساختمان دولت ایالت ایندیانا مستقر هستند.

## دانشگاه‌های مشهور ایندیانا
- دانشگاه ایندیانا بلومینگتون
- دانشگاه پردو
- دانشگاه ایالتی بال
- دانشگاه نوتردام
- دانشگاه ایندیاناپولیس

## مشاهیر
از افراد مشهور این سرزمین می‌توان کورت وانگات، فرید مراد، لری برد (قهرمان بسکتبال)، دیوید لی راث، سیدنی پولاک، هوارد هاکس، مایکل جکسون و دیوید لترمن (مجری تلویزیونی) را نام برد.

## نگارخانه

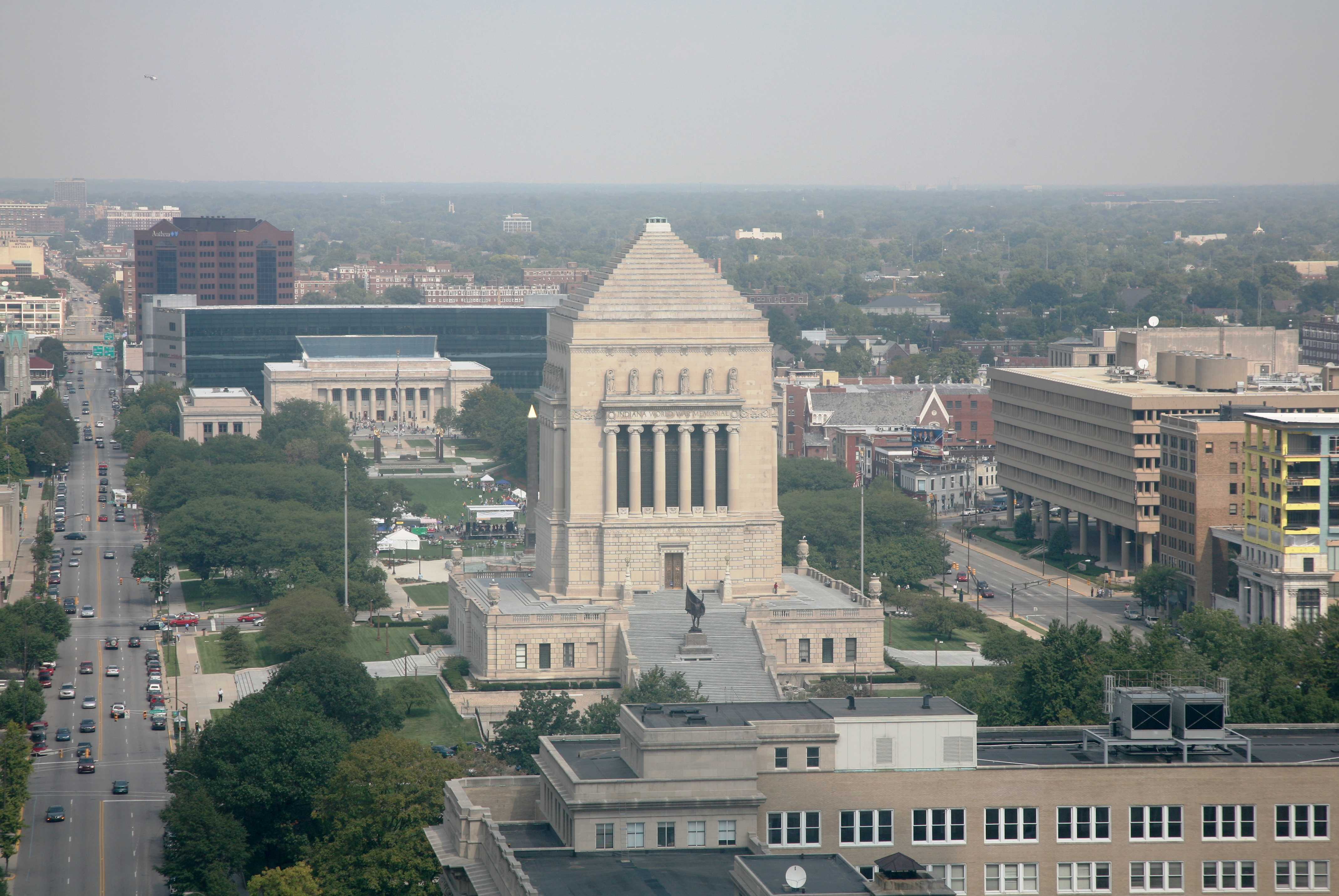
یادبود جنگ جهانی در شهر ایندیناپولیس
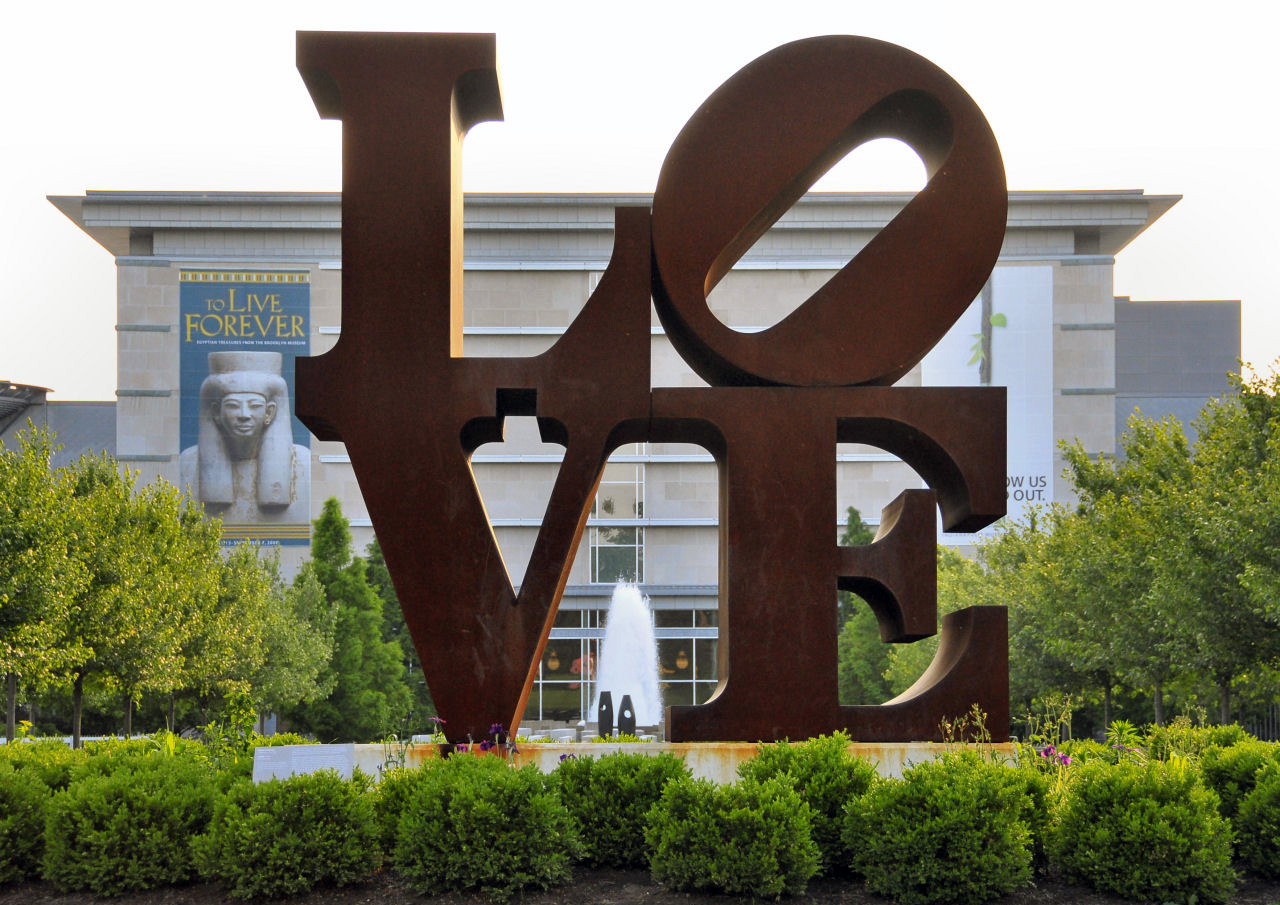
موزه هنر ایندیاناپولیس
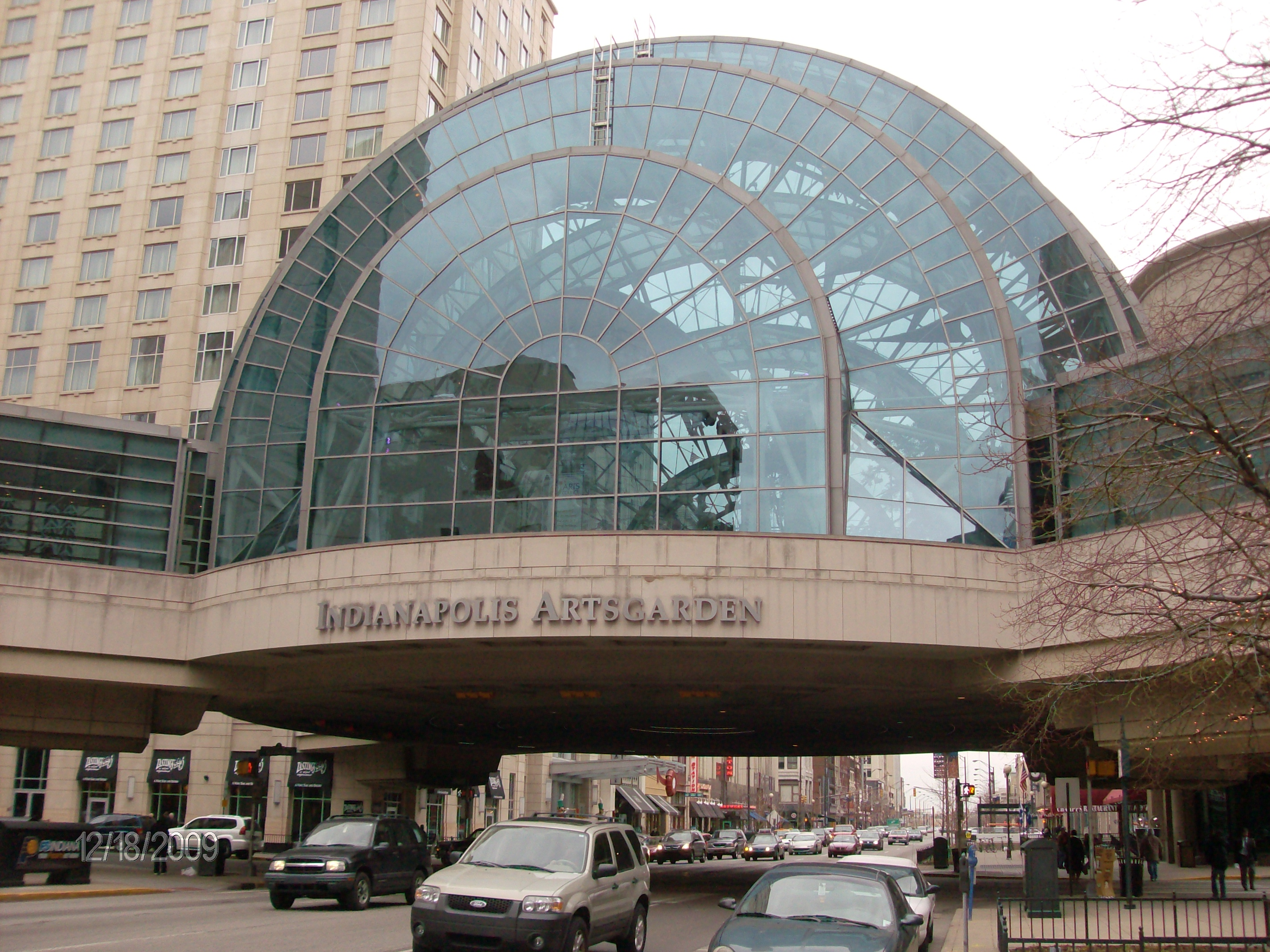
یک خیابان
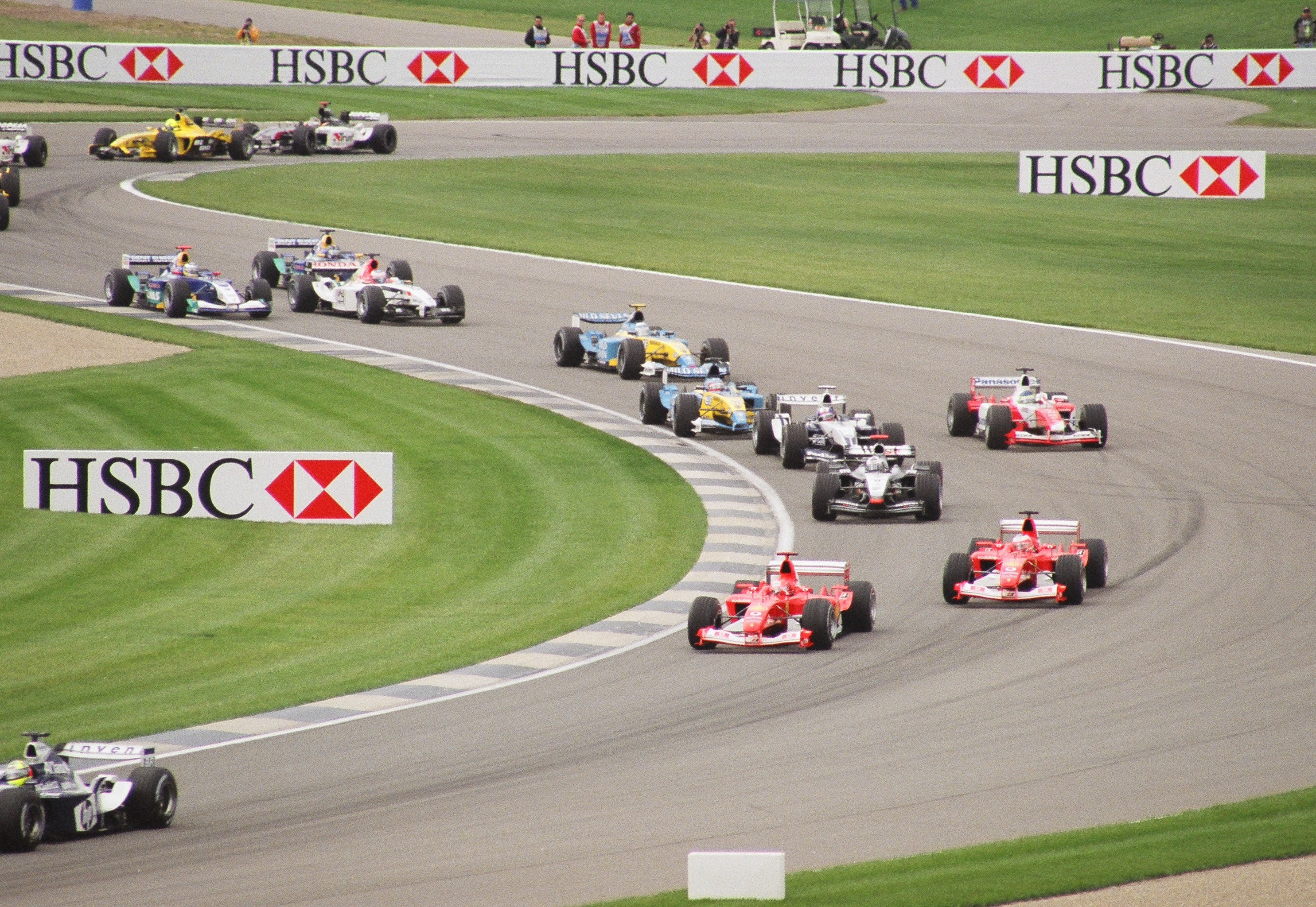
پیست بین‌المللی فرمول یک ایندیاناپولیس
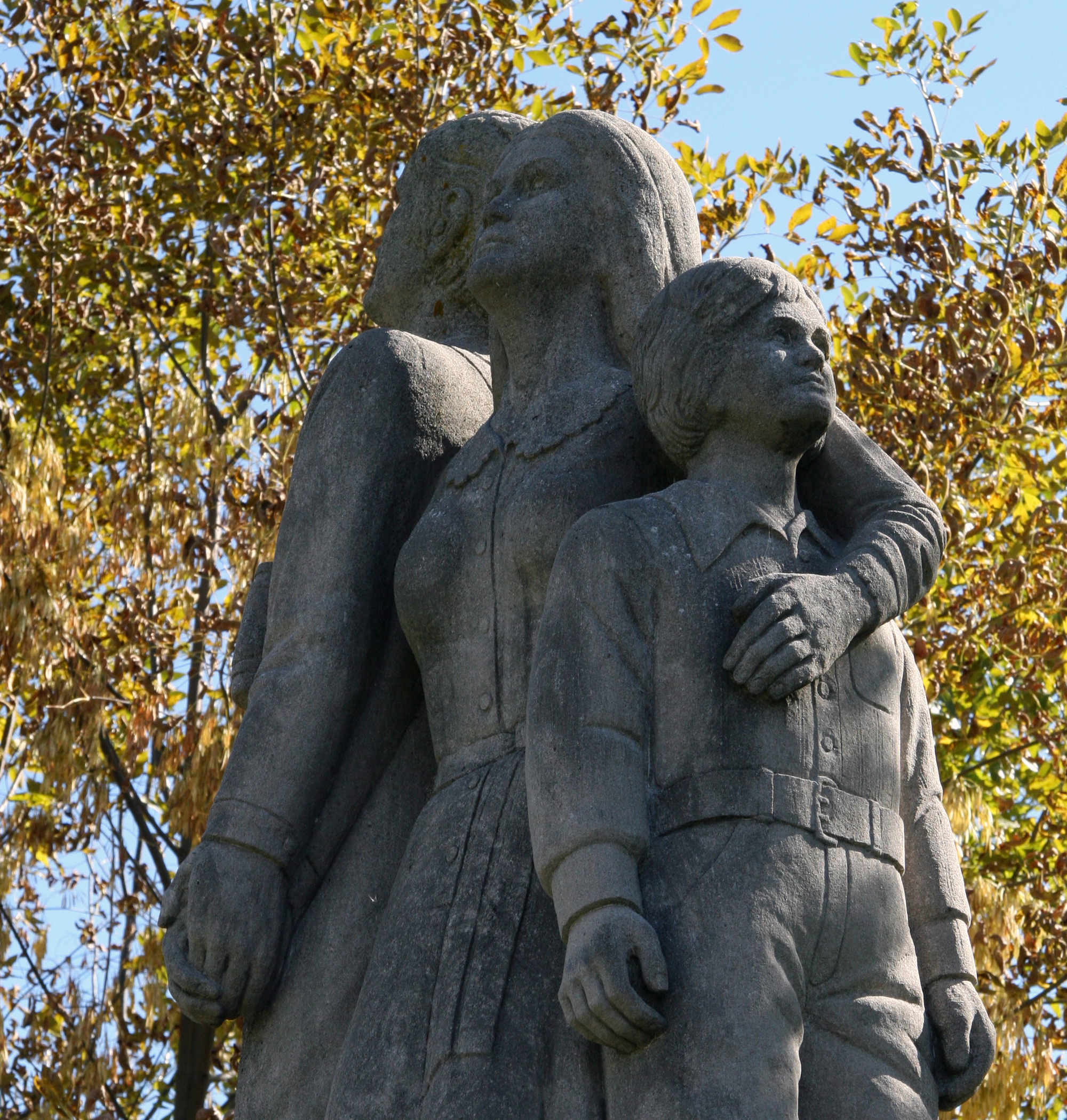
تندیسی در یکی از خیابانهای یک شهر
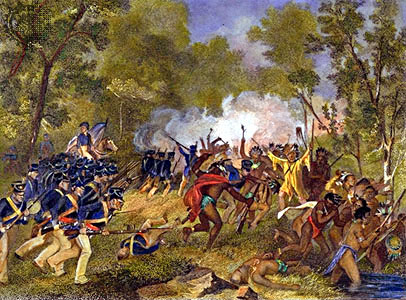
نبرد تیپکانو در ۱۸۱۱ میان سرخ‌پوستان و بومیان